# Nhà thờ Đức Mẹ Đồng trinh ở Ľubica
Nhà thờ Đức Mẹ Đồng trinh ở Ľubica (tiếng Slovakia: Kostol Nanebovzatia Panny Márie v Ľubica) là một nhà thờ Công giáo La Mã hai gian được xây dựng theo phong cách kiến trúc Romanesque-Gothic lớn nhất ở Spiš, tọa lạc trên một ngọn đồi ở làng Ľubica, vùng Prešov, Slovakia. Vào ngày 30 tháng 10 năm 1963, nhà thờ Đức Mẹ Đồng trinh ở Ľubica được ghi danh vào Danh sách Di tích Trung ương theo quyết định của Bộ Văn hóa Cộng hòa Slovakia. Hiện nay, nhà thờ được sử dụng làm nhà thờ giáo xứ của giáo xứ Ľubice.

## Lịch sử
Nhà thờ Đức Mẹ Đồng trinh ở Ľubica được thực dân Đức xây dựng vào thế kỷ 13 theo phong cách kiến trúc Romanesque và Gothic. Trong thời kỳ Kháng cách vào thế kỷ 16 và 17, nhà thờ thuộc sở hữu của những người theo phái Phúc âm.
Một trận hỏa hoạn lớn xảy ra vào năm 1706 đã thiêu rụi nhà thờ, khiến tháp chuông chính và bàn thờ chính của nhà thờ bị hư hại. Sau này, linh mục Juraj Rayscher đã tài trợ việc tái thiết nhà thờ, ông ủy quyền cho công ty Lawrence Olaf Engelholm sửa chữa tòa tháp chuông và xây lại bàn thờ. Nội thất của nhà thờ được thiết kế theo kiểu Baroque.